# Josée Drevon
Pour les articles homonymes, voir Drevon.
Josée Drevon est une actrice française.

## Biographie
Josée Drevon est principalement connue pour avoir incarné le rôle d'Ygerne dans la série télévisée française Kaamelott, réalisé par Alexandre Astier, le fils de Lionnel Astier. Dans la vie, elle fut la compagne de Lionnel Astier (Léodagan, dans Kaamelott) et est la mère de Simon Astier (Yvain, dans Kaamelott et réalisateur de Hero Corp).
Elle est interviewée par Christophe Chabert dans l'acte I « Les mœurs et les femmes » du film documentaire Aux Sources de Kaamelott réalisé entre 2006 et 2010 pour accompagner l'intégrale « Les Six Livres » des DVD de la série télévisée.

## Filmographie
- 2005 : Kaamelott - Livres 1 à 6 : Ygerne
- 2007 : Off Prime
- 2007-2008 : Vous les femmes - Saisons 1, 2, 3, 5
- 2008-2014 : Hero Corp - Saisons 1 à 4 : Mégane, la mère de Jennifer
- 2011 : Un souvenir persistant de Jean-Rémy François
- 2013 : Hero Corp - les prémonitions de Kyle : Mégane, la mère de Jennifer
- 2015 : Profilage - Saisons 6 et 7 : Viviane Mercadet
- 2017 : De plus belle d'Anne-Gaëlle Daval

## Théâtre

### Comédienne
- 1978 : Lenz d'après Georg Büchner, mise en scène Jean-Louis Martinelli, MJC de Saint-Fons, Forum des Compagnies TNP Villeurbanne
- 1980 : Le Cuisinier de Warburton d'Annie Zadek, mise en scène Jean-Louis Martinelli, Théâtre des Célestins, TNP Villeurbanne, Théâtre de la Bastille
- De 1980 à 2000 : comédienne permanente au Centre Dramatique National de Dijon.
- 1994 : Le Misanthrope, mise en scène Dominique Pitoiset, CDN de Bourgogne.
- 1998 : Le chant de l’iguane, mise en scène Josée Drevon et Elisabeth Barbazin , CDN de Bourgogne, texte de Marguerite Duras
- 2001 : L'Annonce faite à Marie de Paul Claudel, mise en scène Matthew Jocelyn, Théâtre de l'Athénée
- 2001 : Solness le constructeur d'Henrik Ibsen, mise en scène Michel Dubois, Nouveau théâtre d'Angers, Théâtre de Bourg-en-Bresse, Nouveau Théâtre de Besançon
- 2007 : Un chapeau de paille d'Italie d'Eugène Labiche, mise-en-scène Gilbert Rouvière
- 2009 : Macbeth d'après William Shakespeare, mise en scène de Simon Vincent, Festival de Caves, Besançon et région Franche-Comté.
- 2009 : La Cerisaie d'Anton Tchekhov, mise en scène de Guillaume Dujardin Saline royale d'Arc-et-Senans
- 2010 : Revolutions in a room de Mario Batista, mise-en-scène Guillaume Dujardin au festival de Caves de Besançon.
- 2011 : Intendance de Rémi de Vos, mise-en-scène Gilbert Rouvière
- 2014 : L'épreuve d'après Marivaux, mise en scène Renaud Diligent au TDB-CDN festival "théâtre en mai" de Dijon
- 2016 : La ballade du tueur de conifères de Rebekka Kricheldorf, mise en scène Renaud Diligent, tournée

### Mise-en-scène
- 1982 : Rencontre avec un homme remarquable, le Docteur Frankenstein d'après Mary Shelley
- 1984 : La Muse aux cuisines d'Elisabeth Barbazin
- 1985 : Les Mères d'Elisabeth Barbazin (mise-en-scène en collaboration avec l'auteur)
- 2008 : Andy et moi, d'après Andy Warhol, festival de Caves, Besançon[2].
- 2009 : Croisement de Josée Drevon, festival de Caves, Besançon.
- 2010 : Reprise de Croisement, festival de Caves, Besançon.
- 2016 : Croisement, festival de Caves, Besançon-Dijon[3].
- 2017 : Marthe, d’après Pierre Bonnard et Marthe de Meligny, festival de Caves, Besançon.